# Klaus Budde
Klaus Budde (* 14. September 1945 in Remscheid) ist ein ehemaliger deutscher Fußballspieler. 

## Karriere
Der Mittelfeldspieler und Stürmer gewann 1968 mit Marathon Remscheid das Finale um die Deutsche Amateurmeisterschaft. Zur Runde 1968/69 schloss er sich Fortuna Düsseldorf in der damals zweitklassigen Fußball-Regionalliga West an. Er bestritt 117 Bundesligaspiele hauptsächlich als Mittelfeldspieler für Fortuna Düsseldorf und erzielte dabei 30 Tore. In der Saison 1970/71 stieg er mit dem Verein aus der Regionalliga West in die Fußball-Bundesliga auf. In der Regionalliga wurde er mit Fortuna punktgleich mit Meister VfL Bochum Vizemeister und absolvierte an der Seite von Mitspielern wie Reiner Geye, Dieter Herzog und Egon Köhnen 29 Ligaspiele, in denen er elf Tore erzielte. Er bestritt in der Aufstiegsrunde 1971 gegen Borussia Neunkirchen, FC St. Pauli, 1. FC Nürnberg und Wacker 04 Berlin alle acht Spiele und steuerte zum Aufstieg zwei Treffer bei. In der Fußball-Bundesliga erreichte er 1973 und 1974 den dritten Platz in der Meisterschaft. Budde absolvierte 1973 alle 34 Bundesligaspiele und war mit 14 Treffern der zweitbeste Fortuna-Torschütze im Team von Trainer Heinz Lucas. In den Runden 1973/74 und 1974/75 sammelte er auch internationale Erfahrung in den Spielen um den UEFA-Pokal. 1975 beendete er nach weiteren 18 Bundesligaspielen mit drei Toren seine Profikarriere.

## Statistiken
- Bundesliga (116 Spiele / 31 Tore)
- Regionalliga (90 Spiele / 27 Tore)
- DFB-Pokal (14 Spiele / 5 Tore)
- Europapokal (10 Spiele / 1 Tor)